# Lluís Folch i Camarasa
Lluís Folch i Camarasa (Barcelona, 6 de febrer de 1913 - ibídem, 19 de setembre de 1999) fou un metge i pedagog català, fill de Lluís Folch i Torres.
Es llicencià en medicina i s'especialitzà en trastorns psicològics, socials o educatius de la infància i de l'adolescència. El 1941 fou fundador i director dels serveis de psiquiatria infantil de l'Hospital de la Santa Creu i Sant Pau fins al 1980, i de l'Hospital de Sant Joan de Déu el 1960-1962. El 1952 fou un dels cofundadors de la Societat de Neuropsiquiatria Infantil, juntament amb Josep Solé, Jeroni de Moragas i Júlia Coromines. També fou professor de la Universitat de Barcelona del 1956 al 1982. El 1990 fou membre de l'Institut d'Estudis Catalans i president d'honor de la Societat Catalana de Pedagogia.
El 1985 va rebre el Premi a la Solidaritat Marta Moragas, el 1988 rebé la Medalla President Macià de la Generalitat de Catalunya i el 1993 la Creu de Sant Jordi.

## Obres
- Educar els fills (1984)